# Matt Hughes (scrittore)
Matthew Hughes, conosciuto anche come Matt Hughes e Hugh Matthews (Liverpool, 1949), è uno scrittore canadese naturalizzato britannico.

## Biografia
Canadese di nascita, scrive fantasy con il proprio nome, polizieschi con il nome d'arte di Matt Hughes e adattamenti televisivi e cinematografici come Hugh Matthews. Prima di dedicarsi alla narrativa è stato giornalista e autore di discorsi per i dirigenti aziendali e politici della Columbia Britannica. È stato anche operaio, guardiano notturno e, per un breve periodo, inserviente in un ospedale psichiatrico privato .
Gran parte delle sue opere è ambientata nell'Arconato, in un lontano futuro nel quale le leggi fisiche sono governate da un ciclo infinito di scienza e magia: quando una è in ascesa, l'altra è in declino, e viceversa.
È stato definito l'erede di Jack Vance.

## Opere

### Romanzi
- Fools Errant, Maxwell Macmillan Canada, Toronto, 1994; Warner Aspect, New York, 2001
- Downshift (scritto come Matt Hughes), Doubleday Canada, Toronto, 1997
- Fool Me Twice, Warner Aspect, New York, 2001
- Gullible's Travels, Science Fiction Book Club, New York, 2002 (omnibus di Fools Errant e Fool Me Twice)
- Black Brillion, Tor, New York, 2004;
- Guth Bandar esploratore della noosfera (The Commons, ottobre 2007), Odissea Fantascienza, Delos Books, 2009
- Template, PS Publishing, Hornsea, Yorks, UK, February, 2008; Paizo Publishing, Bellingham, WA, 2010

#### Serie di Henghis Hapthorn
- Majestrum, Night Shade Books, San Francisco, 2006
- The Spiral Labyrinth, Night Shade Books, San Francisco, 2007
- Hespira, Night Shade Books, San Francisco, 2009

#### Serie di Luff Imbry
- Quartet & Triptych, PS Publishing, Hornsea, Yorks, 2010; ristampato in The Magazine of Fantasy and Science Fiction, nov./dic. 2011
- The Other, Underland Press, Portland, OR, 2011
- The Yellow Cabochon, PS Publishing, Hornsea, Yorks, 2011

#### Scritti come Hugh Matthews
- Wolverine: Lifeblood, Pocket Books, New York, February, 2007
- Song of the Serpent, Paizo Publishing, Bellingham, WA, 2012

#### Serie "To Hell and Back"
- To Hell and Back: The Damned Busters, Angry Robot, Londra, 2011
- To Hell and Back: Costume Not Included, Angry Robot, Londra, 2012

### Racconti
- The Gist Hunter and Other Stories (raccolta di racconti), Night Shade Books, San Francisco, 2005
- Bearing up, nell'antologia Takes, Thistledown Press, Saskatoon, 1996

### Altro
- Breaking Trail, The Memoirs of Senator Len Marchand, Caitlin Press, Prince George, 2000
- What's All This Got To Do With The Price of 2x4s?, University of Calgary Press, Calgary, 2006